# فینال جام باشگاه‌های اروپا ۱۹۷۰
فینال جام باشگاه‌های اروپا ۱۹۷۰، رقابت پایانی جام باشگاه‌های اروپا در سال ۱۹۷۰ میلادی است که مابین دو تیم باشگاه فوتبال فاینورد و باشگاه فوتبال سلتیک در ورزشگاه سن سیرو ، میلان برگزار شده‌است.
این مسابقه که در تاریخ ۶ مه ۱۹۷۰ انجام شده‌است با نتیجه ۲ بر ۱ به سود تیم باشگاه فوتبال فاینورد به پایان رسید.